# Lakshmi Mittal
Lakshmi Mittal, de son nom complet Lakshmi Narayan Mittal , également connu sous le nom de Lakshmi Niwas Mittal (लक्ष्मी निवास मित्तल), est un homme d'affaires indien spécialisé dans l'industrie sidérurgique et président d'ArcelorMittal. Il est né le 2 septembre 1950 à Sadulpur (en), au Rajasthan, en Inde. Hindouiste, il est originaire de la caste Agrawal des Marwaris (commerçants du Nord-Est du Rajasthan), dont le code d'honneur place l'enrichissement personnel envers et contre tout comme condition de réussite de la vie terrestre.
Lakshmi Mittal se spécialise, tout d'abord, dans le rachat d'entreprises sidérurgiques au bord de la faillite ; les acquérant à bas prix, il les modernise et les restructure pour les remettre en état de fonctionnement, ce qui augmente considérablement leur valeur. Mittal a procédé ainsi notamment dans les pays de l'ex-Union soviétique, ainsi qu'au Mexique et en Indonésie.
Créateur et actionnaire principal (88 %) de la Mittal Steel Company NV, Lakshmi Mittal dirige le plus gros producteur d'acier au monde, secondé par son fils Aditya.
D'après le magazine Forbes de mars 2014, sa fortune est estimée à 13,5 milliards de dollars américains ce qui fait de Lakshmi Mittal le 79e homme le plus riche du monde. En 2008, il possédait 38,4 milliards.
Depuis 2008, Lakshmi Mittal fait partie du conseil d'administration de la banque d'investissement américaine Goldman Sachs, spécialisée dans l'investissement et le conseil.

## Biographie

### Jeunesse, formation et expansion
Né dans une famille de la caste de Marwaris (les grands commerçants) Lakshmi Mittal est le fils de Mohan Mittal, un négociant en métal, qui, quelques années après sa naissance, traverse le pays pour installer une aciérie à Calcutta et fuir la sécheresse qui sévissait dans leur village.  Il est titulaire d'un Bachelor of Commerce délivré en 1970 par le collège Saint-François Xavier (un établissement jésuite) de l'université de Calcutta.
L’entreprise familiale se développe, s’enrichit et se fait un nom en Inde : Ispat Industries. Le gouvernement indien décide de bloquer les investissements privés dans la sidérurgie, aussi, Mohan Mittal envoie-t-il son fils Lakshmi en Indonésie en 1976 pour diriger une petite aciérie qu'il transforme en entreprise importante en rachetant ses concurrents. Pour construire son empire industriel, il se spécialise dans le rachat de nombreuses usines de l'ancien bloc soviétique, dont personne ne veut, diminue les coûts de production et augmente une production bas de gamme.
Associé à des Allemands et des Autrichiens, il prend le contrôle, en 1989 d'une aciérie déficitaire à Trinidad qu'il rend très largement bénéficiaire en excluant tous les dirigeants européens pour les remplacer par des Indiens avec un salaire bien inférieur, puis en embauchant des Trinidadiens non qualifiés.
En 1991, il répond à un appel d'offres de rachat de la sidérurgie mexicaine et procède de la même façon : il retrouve l'équilibre financier, triple la production et l'écoule sur le marché d'Asie du Sud-Est, grâce à des synergies avec les entreprises qu'il contrôle déjà sur place.
Il pense le marché de l'acier de façon mondiale, dépassant les logiques nationales. Comprenant qu'il était plus facile de racheter des entreprises plutôt que de les créer lui-même, en 15 ans, il aura ainsi racheté 47 entreprises pour 11,5 milliards d'euros.
En 2005, après l'achat de nombreuses sidérurgies américaines (dont Steel Group), il est le premier producteur d'acier du monde.

### Achat d'Arcelor
C'est à son instigation que Mittal Steel Company achète en 2006 le deuxième groupe sidérurgique du monde, le groupe européen Arcelor. La stratégie de Lakshmi Mittal est d'optimiser les investissements dans le domaine de la recherche, d'où la formation de partenariats avec diverses universités, comme celle de Liège, malgré l'opposition des gouvernements français, espagnol et luxembourgeois.
Ce furent ses promesses de maintenir le cap d'Arcelor qui ont finalement fini par lever les réticences des actionnaires. Cependant, en moins de trois mois, il prend le contrôle total de l'entreprise et déclare vouloir reverser aux actionnaires 30 % des bénéfices ; or il représente, avec sa famille, l'actionnaire majoritaire, en détenant 40 % du groupe.
Il faut aussi noter que l'action Arcelor est passée d'un peu moins de 20 euros à plus de 40 euros depuis l'annonce de l'offre publique d'achat hostile de Mittal.
Le nom de l'entreprise, Arcelor, devient ArcelorMittal.
En 2006, il est élu « homme de l’année » par le Financial Times.
Après la crise économique de 2008 et la fermeture de l'usine de Gandrange (Moselle), il est critiqué par le président français Nicolas Sarkozy ; d'autres observateurs pointent du doigt sa gestion privilégiant les profits à court terme plutôt que les investissements industriels. ArcelorMittal, criblé de dettes, a perdu pour sa part 80 % de sa valeur. De nombreuses aciéries ferment par ailleurs en Europe, sauf en Allemagne, qui avait refusé le rachat de sa sidérurgie par Mittal.

### Vie privée
Marié à Usha Mittal, il est le père d'une fille (Vanisha) et d'un fils (Aditya)[réf. nécessaire].
Le mariage de sa fille avec Amit Bhatia (en) en 2004 au château de Vaux-le-Vicomte et au château de Versailles est le plus coûteux de tous les temps (55 millions d'euros).

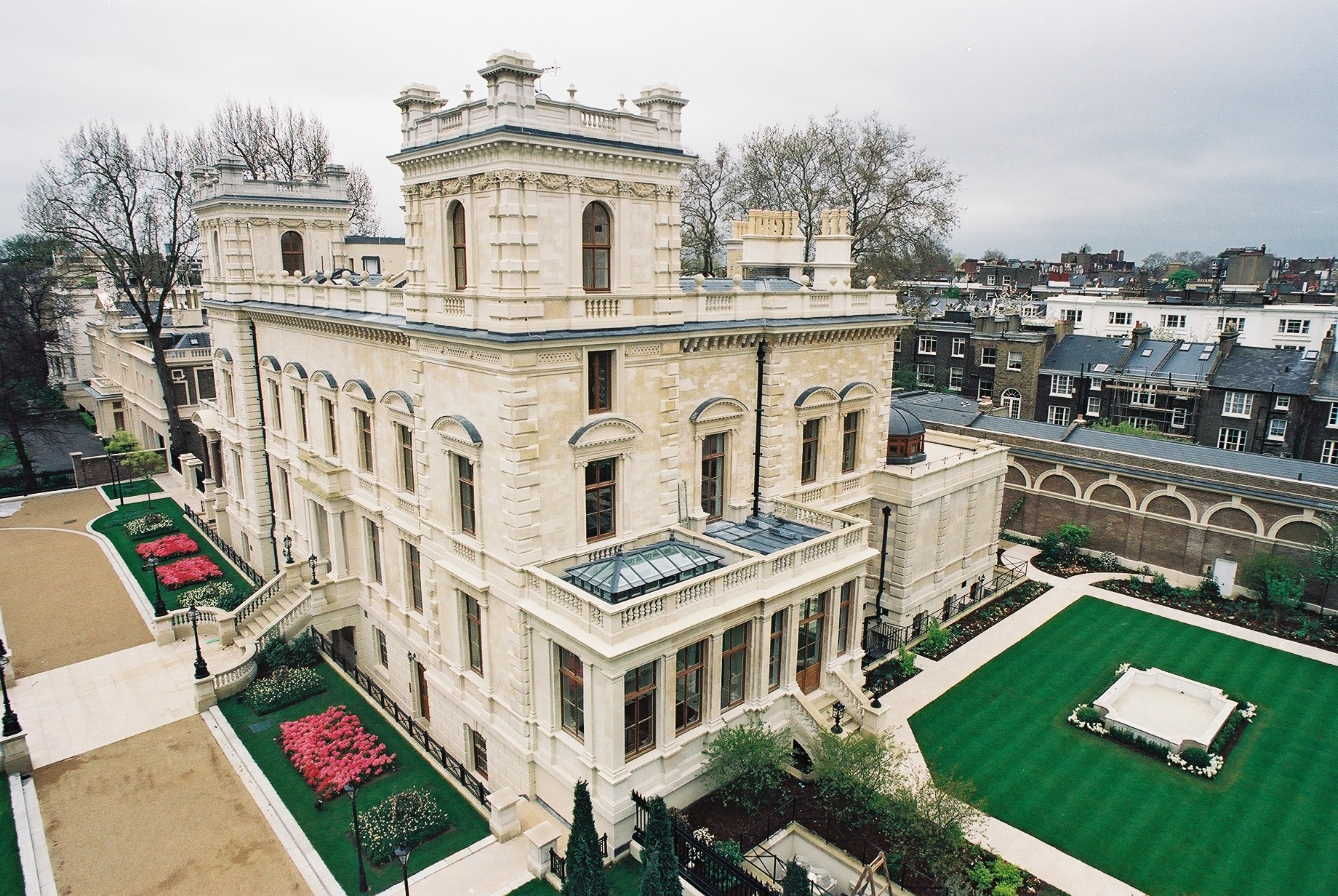
Maison de Lakshmi Mittal à Londres.

Ayant quitté l'Inde en 1975, il vit à Londres depuis 1995. Il habite dans le quartier de Kensington Gardens dans une maison acquise en 2005 pour 66,6 millions d'euros et qui vaudrait en 2018 117 millions d'euros. Il possède également un chalet à Saint-Moritz (Suisse), une maison à New Delhi (Inde), deux yachts — l'Alaiya (en) et l'Aalto (en) —, un jet et un hélicoptère.

### Politique
À partir de 2001, il a donné plus de 4,6 millions d'euros au Parti travailliste, « sans rien demander en échange. J'ai fait ces donations parce que j'appréciais ce parti », même si Vanity Fair relève que le premier chèque coïncidait avec le soutien de Tony Blair à Mittal pour le rachat d'une entreprise en Roumanie.
Il a également offert à la ville de Londres une quantité d'acier valant 23 millions d’euros pour construire la tour Orbit.

## Dans la culture populaire
Il apparaît en 2009 dans le roman de Nicolas Ancion, L'Homme qui valait 35 milliards, sous son propre nom, en homme d'affaires kidnappé.